# Área de Relevante Interesse Ecológico das Nascentes do Rio Jaguarema
A Área de Relevante Interesse Ecológico das Nascentes do Rio Jaguarema é uma unidade de conservação de uso sustentável localizada na cidade São Luís (MA).
O rio Jaguarema é um dos principais afluentes do rio Anil.

## Histórico
Foi criada por meio da Lei Municipal n° 4770 de 22 de março de 2007 e tem uma área de 45,74 hectares.
A unidade foi criada com o objetivo de garantir a preservação da fauna, flora e do solo, bem como  proteger as nascentes do rio Jaguarema, assegurando a qualidade das águas e as vazões de mananciais da região, garantindo também condições de convivência das populações humanas ao longo do rio e seus afluentes.

## Conservação
Foi verificada uma diminuição das áreas de floresta da unidade de cerca de 41,74% entre 1999 e 2019, bem como um aumento de 74,5% de áreas urbanizadas na região.
Em 2019, cerca de 50,8% da área da ARIE estava ocupada com áreas urbanizadas.
A unidade também é afetada pela contaminação das nascentes do rio Jaguarema e o desaparecimento de algumas delas em razão de resíduos sólidos, efluentes domésticos, pontos de drenagem pluviais ineficientes, queimadas, supressão vegetal.
A ARIE também não possui um Plano de Manejo para o gerenciamento e fiscalização adequados nas nascentes, educação ambiental dos moradores e investimento em saneamento básico.